# Polyspora chrysandra
Polyspora chrysandra là một loài thực vật có hoa trong họ Theaceae. Loài này được (Cowan) Hu ex B.M. Barthol. & T.L. Ming mô tả khoa học đầu tiên năm 2005.